# Allison (Familienname)
Allison [ˈæl.ᵻ.sən] ist ein englischer Familienname.

## Herkunft und Bedeutung
Beim Nachnamen Allison handelt es sich um eine patronymische Bildung von verschiedenen Namen, die mit Al- beginnen, insbesondere Alan und Alexander und bedeutet entsprechend „Sohn des Alan“, „Sohn des Alexander“ o. ä.

## Varianten
Abgeleitet von Alan
- Englisch: Alan, Allan, Allen

Abgeleitet von Alexander
- Bulgarisch: Александров Aleksandrow
- Dänisch: Alexandersen
  - Diminutiv: Sander
- Deutsch: Alexander
  - Diminutiv: Sander
- Englisch: Alexander
  - Irisch: Mac Alastair, McAlister
  - Schottisch-gälisch: MacAlastair
  - Diminutiv: Sanders, Sanderson, Saunders
- Isländisch: Alexandersson
- Italienisch: Alessandri
- Norwegisch: Alexandersen
- Rumänisch: Alexandrescu
- Russisch: Александров Aleksandrow
- Schwedisch: Alexanderson, Alexandersson
- Ungarisch
  - Diminutiv: Sándor

## Namensträger
- Abraham K. Allison (1810–1893), US-amerikanischer Politiker
- Al Allison (1907–1990), kanadischer Basketballspieler
- Ben Allison (* 1966), US-amerikanischer Jazzbassist, Komponist und Bandleader
- Bernard Allison (* 1965), US-amerikanischer Gitarrist, Sänger und Songschreiber
- Bobby Allison (1937–2024), US-amerikanischer Automobilrennfahrer
- Champion Allison (* 1998), US-amerikanischer Sprinter
- Clay Allison (1840–1887), US-amerikanischer Revolverheld
- Cliff Allison (Henry Clifford Allison; 1932–2005), britischer Automobilrennfahrer
- Clifford Allison (Rennfahrer, 1964) (Clifford Lawrence Allison; 1964–1992), US-amerikanischer Automobilrennfahrer
- Davey Allison (1961–1993), US-amerikanischer Automobilrennfahrer
- David Allison (1873–nach 1901), französisch-englischer Fußballspieler
- Dean Allison (* 1965), kanadischer Politiker
- Don Allison, kanadischer Schauspieler
- Donnie Allison (* 1939), US-amerikanischer Automobilrennfahrer
- Dorothy Allison (1949–2024), US-amerikanische Schriftstellerin
- Dot Allison (* 1969), schottische Sängerin
- Gene Allison (1934–2004), US-amerikanischer Sänger
- George Allison (Fußballtrainer) (1883–1957), englischer Fußballtrainer, Fußballfunktionär, Sportjournalist und Rundfunksprecher
- George Allison (Boxer) (* 1965), guyanischer Boxer
- Geronimo Allison (* 1994), US-amerikanischer American-Football-Spieler
- Graham T. Allison (* 1940), US-amerikanischer Politikwissenschaftler und Hochschullehrer
- Guy Allison (* 1959), US-amerikanischer Rockmusiker und Komponist
- Harold Allison (1930–2025), australischer Politiker
- Henry E. Allison (1937–2023), amerikanischer Kantforscher
- Herbert M. Allison († 2013), US-amerikanischer Bankmanager
- Hugh Allison (* 1982), britischer Dramatiker, Lichtplaner, Regisseur und Schauspieler
- James Allison junior (1772–1854), US-amerikanischer Politiker
- James Allison (Ingenieur) (* 1968), britischer Motorsportingenieur
- James Ashbury Allison (1872–1928), US-amerikanischer Geschäftsmann und Unternehmer
- James P. Allison (* 1948), US-amerikanischer Immunologe
- Jamie Allison (* 1975), kanadischer Eishockeyspieler und -trainer
- Jason Allison (* 1975), kanadischer Eishockeyspieler
- Jerry Allison (1939–2022), US-amerikanischer Musiker
- Joan Allison (* 1947), britische Mittelstreckenläuferin
- Joe Allison (Footballspieler) (* 1970), US-amerikanischer American-Football-Spieler
- Joe Allison (Songwriter) (Joe Marion Allison; 1924–2002), US-amerikanischer Songwriter, Produzent, Moderator und Musikmanager
- John Allison (Politiker) (1812–1878), US-amerikanischer Politiker
- John Allison (Offizier) (* 1943), britischer Offizier der Royal Air Force
- John Allison (Comiczeichner) (* 1976), britischer Webcomiczeichner
- John Moore Allison (1905–1978), US-amerikanischer Diplomat
- Luther Allison (1939–1997), US-amerikanischer Gitarrist
- Malcolm Allison (1927–2010), englischer Fußballspieler und -trainer
- Matilda Allison (1888–1973), amerikanische Pädagogin
- May Allison (1890–1989), US-amerikanische Schauspielerin
- May Allison (Marathonläuferin) (* 1964), kanadische Marathonläuferin
- Mike Allison (* 1961), kanadischer Eishockeyspieler
- Milton J. Allison (* 1931?), US-amerikanischer Mikrobiologe
- Mose Allison (1927–2016), US-amerikanischer Pianist
- Olivia Allison (* 1990), britische Synchronschwimmerin
- Patricia Allison (* 1994), englische Schauspielerin
- Penelope M. Allison (* 1954), neuseeländische Klassische Archäologin
- Philip Allison (1889–1982), US-amerikanischer Fechter
- Robert Allison (1777–1840), US-amerikanischer Politiker
- Sam Allison (* 1980), englischer Fußballschiedsrichter
- Samuel K. Allison (1900–1965), US-amerikanischer Physiker
- Sophia Nahli Allison (* 1987), US-amerikanische Dokumentarfilmerin
- Sophie Allison (* 1997), US-amerikanische Singer-Songwriterin und Musikerin, siehe Soccer Mommy
- Tom Allison (1921–2010), englischer Fußballspieler
- William B. Allison (1829–1908), US-amerikanischer Politiker
- Wilmer Allison (1904–1977), US-amerikanischer Tennisspieler